# 小格夫特
小格夫特（法語：Kleingœft，发音：[klaingœft]；德语：Kleingöft），或纯音译作克莱恩格夫特，是法国下莱茵省的一个市镇，属于萨韦尔讷区和萨韦尔讷县（Saverne）。该市镇总面积2.5平方公里，2009年时的人口为140人。

## 地名
该地名Kleingœft来源于德语Kleingöft，前缀“Klein-”在德语中意为“小”。

## 人口
小格夫特人口变化图示